# Céline Marier
Céline Marier (auch Célina, Célinie oder Célanie; * 17. Mai 1871 in Montreal; † 4. Mai 1940 ebenda) war eine kanadische Sängerin (Sopran) und Gesangspädagogin.
Marier studierte Gesang bei Charles Labelle und trat ab 1894 in Montreal und anderen Städten Kanadas auf. Ab 1896 setzte sie ihre Ausbildung in Lüttich bei Joseph Duysenx und Sylvain Dupuis, später in Paris bei Romain Bussine fort. Nach ihrer Rückkehr nach Kanada trat sie bei Konzerten auf (u. a. mit dem Montreal Symphony Orchestra neben Pol Plançon (1900)). 1902 sang sie die Titelrolle in Jules Massenets Oratorium La Vierge.
Ab 1905 unterrichtete sie am Conservatoire National, später gab sie privaten Unterricht. Mit ihren besten Schülern, zu denen Louis Bourdon, Cédia Brault, Lionel Daunais, Roger Doucet, Lottie Farrar, Sarah Fischer, Jacques Labrecque, Caro Lamoureux, Simone Quesnel und Alice Raymond führte sie mehrere Opern, darunter Carmen und Mignon auf.